# Hated (Yungblud)
Hated è un singolo del cantautore britannico Yungblud, pubblicato il 24 agosto 2023.

## Antefatti
L'artista ha dichiarato che il brano musicale parla di una molestia sessuale, subita dallo stesso Yungblud da parte di un medico, quando era un bambino di sette anni. Il cantante ha rilevato che questo brano, per la storia che narra, è il più personale tra quelli pubblicati e intende rappresentare la volontà di liberarsi da traumi come questi, trovando una propria forza interiore.

## Video musicale
Dal brano musicale è stato realizzato un videoclip, diretto da Sandeep & Chadrick, pubblicato il 24 agosto 2023 sul canale YouTube.

## Tracce
1. Hated – 3:10